# サアグ・レコーズ
サアグ・レコーズ(Saag Records)は、日本のレコードレーベル。Sabi(Taro Peter Little)とJemapur(Toshiaki Ooi)の二人によって主催されている。テクノの中でもエレクトロニカ、IDM、音響派やアンビエント等、実験的な電子音楽を中心にリリースをしている。所在地は東京都。
レーベルの創設は2002年。コンセプトは"Pills for Ears"。
現在のところCD媒体ではコンピレーションを2枚発表しているが、両方とも主にProswellやIlkae、Kettel、Sense等に代表される、いわゆるMerck周辺の海外のアーティストによる楽曲を収録しており、レーベルに対する評価や流通量、認知度は海外の方が高いようである。

## 所属アーティスト
- Sabi
- Jemapur
- Kiyo (Kiyoshi Ono)
- Sense
- Proswell
- Ilkae
- Julien Neto
- Ghislain Poirier
- Kettel